# Stropkowo
Stropkowo [pronunciación en polaco: /strɔpˈkɔvɔ/] es una aldea ubicada en el distrito administrativo de Gmina Zawidz, dentro del condado de Sierpc, Voivodato de Mazovia, en el centro-este de Polonia. Se encuentra a unos 2 kilómetros al oeste de Zawidz, a 15m kilómetros al sureste de Sierpc, y a 103 kilómetros al noroeste de Varsovia.